# Josip Markovac
Josip Markovac (Donji Andrijevci, 3. travnja 1929.) bio je hrvatski matematičar.

## Životopis
Osnovnu školu završio je u Andrijevcima, nižu gimnaziju u Brodu te Učiteljsku školu u Osijeku. Polazio je pedagoški fakultet u razdoblju od 1951.  do 1955.  Objavio je 5 znanstvenih knjiga, 12 udžbenika matematike i 9 metodičkih priručnika.

## Djela
- "Životopis i bibliografija Ante Vukasovića" (s Valentinom Puževskim), Zagreb, 1999.